# Comuna Tănăsoaia, Vrancea
Tănăsoaia (în trecut, Valea Rea și Galbeni) este o comună în județul Vrancea, Moldova, România, formată din satele Călimăneasa, Costișa, Costișa de Sus, Covrag, Feldioara, Galbeni, Nănești, Tănăsoaia (reședința), Vladnicu de Jos și Vladnicu de Sus.

## Așezare
Comuna se află în nord-estul județului, la limita cu județul Galați, în valea râului Zeletin, fiind străbătută în zona de vest și de emisarul acestuia, râul Berheci. Este străbătută pe direcția nord-sud de două șosele județene: DJ241 o leagă spre sud în județul Galați de Gohor (unde se termină în DN24); și spre nord de Boghești și mai departe în județul Bacău de Podu Turcului (unde se intersectează cu DN11A), Glăvănești, Motoșeni, Răchitoasa, Colonești și Izvoru Berheciului; DJ241A o leagă spre sud în județul Galați de Gohor, și spre nord de Corbița și mai departe în județul Bacău de Dealu Morii, Vultureni, Oncești și Izvoru Berheciului.

## Demografie
Componența etnică a comunei Tănăsoaia
     Români (92,05%)
     Alte etnii (0%)
     Necunoscută (7,95%)
Componența confesională a comunei Tănăsoaia
     Ortodocși (91,72%)
     Alte religii (0,11%)
     Necunoscută (8,17%)
Conform recensământului efectuat în 2021, populația comunei Tănăsoaia se ridică la 1.812 locuitori, în scădere față de recensământul anterior din 2011, când fuseseră înregistrați 1.972 de locuitori. Majoritatea locuitorilor sunt români (92,05%), iar pentru 7,95% nu se cunoaște apartenența etnică. Din punct de vedere confesional, majoritatea locuitorilor sunt ortodocși (91,72%), iar pentru 8,17% nu se cunoaște apartenența confesională.

## Politică și administrație
Comuna Tănăsoaia este administrată de un primar și un consiliu local compus din 11 consilieri. Primarul, Melania Mocanu[*], de la Alianța Dreapta Unită, este în funcție din 1 noiembrie 2024. Începând cu alegerile locale din 2024, consiliul local are următoarea componență pe partide politice:
|  | Partid                          | Consilieri | Componența Consiliului | Componența Consiliului | Componența Consiliului | Componența Consiliului |
|  | ------------------------------- | ---------- | ---------------------- | ---------------------- | ---------------------- | ---------------------- |
|  | Alianța Dreapta Unită           | 4          |                        |                        |                        |                        |
|  | Partidul Social Democrat        | 3          |                        |                        |                        |                        |
|  | Alianța pentru Unirea Românilor | 3          |                        |                        |                        |                        |
|  | Partidul Național Liberal       | 1          |                        |                        |                        |                        |

## Istorie
La sfârșitul secolului al XIX-lea, comuna purta numele de Valea Rea, făcea parte din plasa Zeletinul a județului Tecuci și avea în compunere satele Călimăneasa, Covragu, Galbenu, Nănești, Sălcuța, Valea Rea și Vladnicu, cu o populație de 1621 de locuitori. În comună funcționau cinci biserici și două școli mixte. Anuarul Socec din 1925 o consemnează în plasa Podu Turcului a aceluiași județ, având 2685 de locuitori în aceleași sate. În 1931, zona a fost ușor reorganizată, comuna luând numele de Galbeni și rămânând cu satele Călimăneasa, Galbeni, Nănești, Valea Rea de Jos, Valea Rea de Sus și Vladnic, după ce satul Covragu a fost transferat comunei Brăhășești, iar satul Sălcuța — comunei Corbița.
În 1950, comuna a fost arondată raionului Răchitoasa din regiunea Bârlad și apoi (după 1956) raionului Adjud din regiunea Bacău. În timp, satul nou apărut Tănăsoaia a devenit reședința comunei, iar comuna a luat numele lui. În 1964, satele Valea Rea de Jos și Valea Rea de Sus și-au schimbat denumirea în Costișa, respectiv Costișa de Sus. Comuna Tănăsoaia a fost transferată în 1968 la județul Vrancea, și de atunci are alcătuirea actuală.

## Monumente istorice
Două obiective din comuna Tănăsoaia sunt incluse în lista monumentelor istorice din județul Vrancea ca monumente de interes local. Unul este clasificat ca monument de arhitectură — biserica de lemn „Intrarea în Biserică”, datând din 1776 din centrul satului Nănești. Celălalt, monumentul eroilor din Primul Război Mondial din satul Tănăsoaia, ridicat în 1929 în fața bisericii din sat, este clasificat ca monument memorial sau funerar.

## Personalități născute aici
- Dorinel Umbrărescu (n. 1961), om de afaceri, care deține mai multe firme și care a înființat Banca Română de Credite și Investiții.
- col.(r) Frățiman Ion (n.1962), ofițer MApN, comandant al CMJ Brăila, și al CMZ Constanța, de unde a ieșit la pensie.